# Papilio anchisiades
El papilio negro común o cometa negra de parches rojos (Papilio anchisiades) es una especie de mariposa de la familia Papilionidae. Esta especie no tiene nombre formal en español, es un miembro de la familia Papilonidae, en inglés recibe el nombre común de “ruby-spoted swallowtail” o “red spoted swallowtail", mientras que en el libro “Guía de mariposas de Nuevo León” se le aplica el nombre común de “corola anchidiades”, la traducción del nombre en inglés podría ser “mariposa cometa de manchas rojas” o “mariposa cometa de manchas rubí”. Se reportan como plantas hospederas a miembros de los géneros Citrus o Cassimiroa (Rutaceae).

## Descripción
Los huevecillos son depositados en grupo en las plantas hospederas; las larvas se alimentan de noche y se agrupan para descansar durante el día, son de color verduzco pardo, con pequeños puntos de color crema y cabeza café; las pupas son de color café claro con puntos verdes. Los adultos presentan alas delanteras de color negro, al igual que las traseras, pero con un parche o mancha de color rojo en el medio por el lado dorsal, carece de las “colas” típicas de la familia Papilionidae. Su envergadura es de 70 a 100 mm. Hay varias generaciones por año con los adultos en vuelo desde mayo a octubre. Las larvas se alimentan de varias especies de la familia Rutaceae, incluyendo Citrus, Casimiroa y  Zanthoxylum. Los adultos se alimentan del néctar de las flores.

## Distribución
Se encuentra desde el sur de Texas hasta la Argentina. Raramente se puede encontrar en Kansas, el sureste de Arizona y el oeste de Texas. Desde el sur de Texas en los Estados Unidos de América hacia el sur, en México a través de las vertientes del océano Pacífico y el Golfo de México, en la zona de la Sierra Madre Occidental y Oriental,  hasta Argentina.

## Hábitat
Se le tiene registrada en huertas de cítricos, se observa en distintos tipos de vegetación natural como matorrales, bosques de encino y selva.

## Subespecie
Listados en orden alfabético.
- Papilio anchisiades anchisiades – (Venezuela, Colombia a las Guayanas, Perú)
- Papilio anchisiades capys (Hübner, 1809) – (Bolivia a Paraná, Argentina, Paraguay)
- Papilio anchisiades idaeus (Fabricius, 1793) – Rubí-manchada de Swallowtail (Texas, México a Panamá)
- Papilio anchisiades lamasi (Brown, 1994) – (Ecuador)
- Papilio anchisiades philastrius Fruhstorfer, 1915 – (Trinidad)
- Naturalista tiene un artículo sobre Papilio anchisiades

## Galería

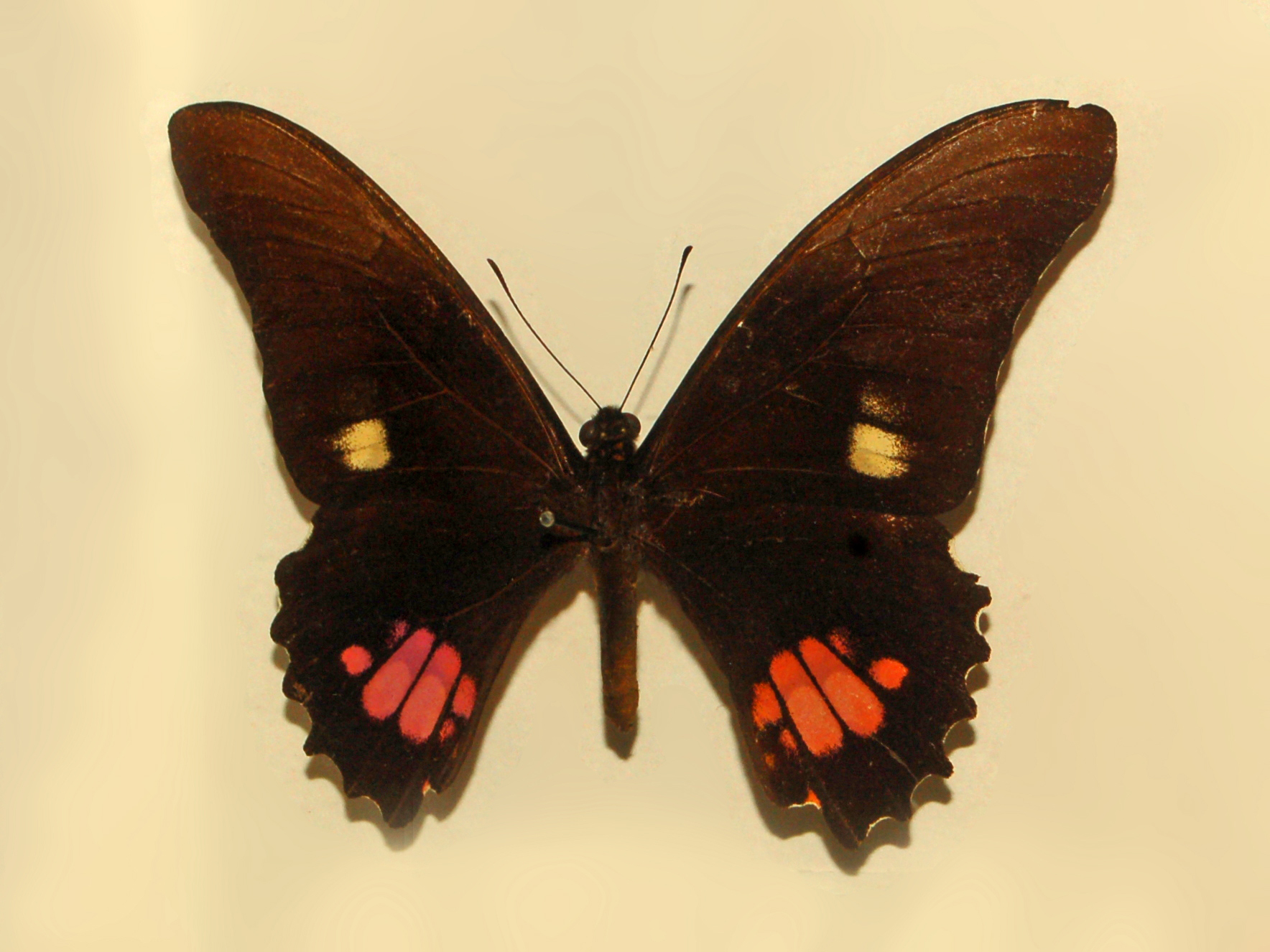
Papilio anchisiades de Perú.

## Estado de conservación
Hasta el momento en México no se encuentra en ninguna categoría de protección, ni en la Lista Roja de la IUCN (International Union for Conservation of Nature) ni en CITES (Convención sobre el Comercio Internacional de Especies Amenazadas de Fauna y Flora Silvestres).